# Северодонецко-Лисичанская агломерация
Северодоне́цко-Лисича́нская агломера́ция (укр. Сєвєродонецько-Лисичанська агломерація) — бицентричная агломерация, скопление городских поселений на западе Луганской области Украины. Полностью совпадает с территорией Северодонецкого района. Крупнейший город — Северодонецк. Население агломерации около 380 тысяч чел. (2016 год), площадь — около 850 км².
На данный момент все населённые пункты агломерации, за исключением Белогоровки, находятся под российской оккупацией.

## Название
В названии агломерации ранее на первом месте стояло название города Лисичанскa, так как в период возникновения и роста агломерации Лисичанск был крупнейшим городом региона, и ещё с конца XIX века дал начало зарождению и развитию химической промышленности на юге Российской империи (завод «Донсода», 1892 год), а также возникновению и развитию соседних населённых пунктов и промышленных центров. В данный момент крупнейшим по населению и важнейшим городом агломерации является Северодонецк, территориальное же превосходство сохранил Лисичанск.

## История
Город Лисичанск — «колыбель Донбасса». В 1721 году в Лисьей Балке геолог Григорий Капустин открыл первое в Российской империи месторождение каменного угля. В 1796 году в Лисьей Балке начал работу первый в Донбассе каменноугольный рудник. Так же геолог Л. И. Лутугин летом 1892 года именно с Лисьей Балки начал исследование Донецкого угольного бассейна. Становление и развитие химической промышленности юга царской России также связано с Лисичанском, так как в 1892 году здесь вступил в строй завод «Донсода».
Индустриальный регион окончательно сформировался к 1951 году с постройкой и сдачей в эксплуатацию Лисичанского азотно-тукового комбината, ставшего крупнейшим на то время химическим комбинатом в СССР и Европе (нынешний северодонецкий «Азот»). При комбинате вырос посёлок Лисхимстрой, ныне — город Северодонецк, химический центр Украины, играющий ведущую роль в экономике Лисичанско-Северодонецкого региона. Позже в Лисичанске был построен завод по переработке нефти.
Сейчас агломерация является важнейшим центром общественной жизни Луганской области. Перенос в 2014 году областной государственной администрации и ряда других областных учреждений в Северодонецк, обусловленный вооружённым конфликтом на Донбассе, дал толчок для развития. В населённые пункты агломерации в течение последних лет переселились десятки тысяч людей с неподконтрольных Украине территории, был перенесён ряд производств и социальных учреждений.
В 2022 году во время активной фазы боевых действий была разрушена большая часть объектов производственной и социальной инфраструктуры, три четверти населения агломерации покинуло свои дома.

## Состав
Население агломерации подсчитано без учёта временно перемещённых лиц с территории боевых действий, учёт которых провести затруднительно. Их количество в пределах агломерации на 2017 год оценивается в ~50 тысяч человек.
- города (~322285 чел.):
  - Северодонецк (~109891 чел., ядро агломерации, крупнейший по населению город)
    - населённые пункты Северодонецкого горсовета (~10373 чел.)

  - Лисичанск (~105119 чел., ядро агломерации, крупнейший по площади город)
    - Новодружеск (~7816 чел.)
    - Приволье (~7850 чел.)

  - Рубежное (~60750 чел.)
  - Кременная (~20486 чел.)
- пгт, посёлки и сёла (~21000 чел.)
  - северной части Попаснянского района
    - Волчеяровка
    - Малорязанцево
    - Лисичанский
    - Шипиловка
    - Белогоровка
    - Золотарёвка
    - Верхнекаменка (в зоне отселения Лисичанского нефтеперерабатывающего завода, не расселена)[2]
    - Тополёвка (в зоне отселения Лисичанского нефтеперерабатывающего завода с 1989—1990 гг., частично расселена)[3]
    - Мирная Долина
    - Подлесное
    - Лоскутовка
    - Рай-Александровка
    - Устиновка
    - Белая Гора

  - западной части Новоайдарского района
    - Смоляниново
    - Новоахтырка
    - Александровка
    - Пурдовка

  - южной части Кременского района
    - Варваровка
    - Кудряшовка
    - Старая Краснянка
    - Пшеничное
    - Житловка
    - Песчаное
    - Червонопоповка

## Экономическая специализация
Химическая (Северодонецк, Лисичанск, Рубежное) и нефтеперерабатывающая промышленность (Лисичанск), машиностроение (Северодонецк, Лисичанск) и приборостроение (Северодонецк), угольная промышленность (Лисичанск), пищевая промышленность (Лисичанск, Северодонецк, Кременная), промышленность строительных материалов (Северодонецк, Рубежное), нефтегазодобывающая промышленность (Северодонецк, Кременная).

### Промышленность
Это крупнейший промышленный узел Донбасса, в котором сосредоточены мощные предприятия угледобывающей, химической и машиностроительной промышленности:
- в Северодонецке:

«Азот», ОАО «Стеклопластик», Северодонецкий химико-металлургический завод «СХМЗ», «Укрхимэнерго», «Северодонецкий ОРГХИМ», Северодонецкий приборостроительный завод, Северодонецкий завод сопротивлений, Северодонецкая ТЭЦ, Завод строительных металлических материалов и конструкций, Северодонецкий завод жидких химических удобрений «Новоферт», "Химпоставщик, «Энергохиммаш», «Химмашкомпрессорсервис», ЗАО «СНПО „Импульс“», завод ЖБИ, ЗАО «Кирпич-стройматериалы», Северодонецкий завод строительной керамики, СТКЭ, Северодонецкий деревообрабатывающий комбинат, ООО НПП «Антекс-автоматика», Северодонецкий котельно-механический завод, ОАО «Микротерм», ООО СП Укрвнештрейдинвест, ГНИПИХТ «Химтехнология», Северодонецкий завод торгового оборудования «Вико», Северодонецкое компьютеро-сборочное предприятие «Best Way», Северодонецкий хлебокомбинат, Северодонецкий молокозавод, Консервный завод, ООО Предприятие противопожарного оборудования «Пирена», ООО "А. О. «Мрия — Инвест» и др.
- в Лисичанске:

угледобывающее объединение «Лисичанскуголь» (5 шахт), Лисичанский нефтеперерабатывающий завод ОАО «НК-Роснефть», Лисичанский стекольный завод «Пролетарий», Лисичанский стекольный завод «Мехстекло» (не работает), Лисичанский содовый завод «Лиссода» (не работает) и Лисичанский завод резино-технических изделий «РТИ» (почти не работают), Лисичанская фабрика технических тканей (не работает), Лисичанский завод редких газов, Лисичанский машиностроительный завод «ЛисМаш»/«Строммашина» (не работает), Лисичанская ТЭЦ, Лисичанская фабрика ёлочных украшений, Лисичанская швейная фабрика, Лисичанский хлебокомбинат, Лисичанский мясокомбинат, Лисичанский молокозавод, Лисичанский пивоваренный завод "ЛисПи" и др.
- в Рубежном:

«Южный», «Заря», Рубежанский картонно-тарный комбинат, «Проминвест пластик», ОАО «БКФ», химическая компания « Бензол», Рубежанский трубный завод, ОАО «Краситель» Завод «ЖБИ», Авторемонтное предприятие «Фердинанд»

## Интересное
- В конце 1970-х — начале 1980-х гг. существовал проект об объединении городов агломерации в один город: Менделеев.
- У городов агломерации имеется общее литературное объединение писателей «Троеград».[4]